# Lønsumsafgift
Lønsumsafgift er en form for skat, som betales af virksomheder og organisationer, der sælger ydelser, som er friholdt for moms.

## Afgiftspligtighed
Lønsumsafgift betales af en bred vifte af virksomheder og organisationer indenfor bl.a. sundhed, persontransport og finans. 
- Sundhed: læger, tandlæger, tandteknikere, fysioterapeuter, optikere, kiropraktorer og alternative behandlere.

- Persontransport: taxavognmænd.

- Finans: banker, sparekasser, kredit- og finansieringsvirksomheder, pensionskasser, investeringsforeninger, kreditforeninger, vekselerere, forsikringsvirksomheder og forsikringsmæglere.

- Bedemænd og begravelsesforretninger.

- Organisationer, fonde og foreninger: fagforeninger, arbejdsgiverforeninger, ejerlejlighedsforeninger og grundejerforeninger.

Desuden virksomheder, der sælger undervisning, kulturelle ydelser, udgiver aviser eller leverer ydelser til sport, og endelig lotterier og pengespil f.eks. Danske Spil.

## Beregning
Der findes i alt fire metoder til at beregne lønsumsafgiften. Det er virksomhedens aktivitet og organisationsform, der afgør, hvilken metode, der skal benyttes.
Lønsumsafgiften beregnes som afgiftsgrundlaget (lønsummen) ganget med afgiftssatsen. Afgiftsgrundlaget er den løn, som udbetales til ansatte inkl. tillæg, pensionsbidrag, honorar, vederlag, bonus og aktieaflønning. Løntilskud og lønrefusion modregnes i afgiftsgrundlaget.
For metode 4 indregnes også skattemæssigt over-/underskud. 
For metode 3 er grundlaget i stedet omsætningen fra salg af aviser.
Metode 1: Organisationer, fonde, foreninger og loger, spilleaktiviteter og offentlige virksomheder uden overskud. Her er afgiftssatsen for årene 2014-2016 på 6,37 pct.
Metode 2: Den finansielle sektor. Her er afgiftssatsen for årene 2014-2016 på henholdsvis 11,4 pct. (2014), 12,2 pct. (2015) og 13,6 pct. (2016)
Metode 3: Virksomheder der udgiver eller importerer aviser. Her er afgiftssatsen for årene 2014-2016 på 3,54 pct,
Metode 4: Øvrige. Her er afgiftssatsen for årene 2014-2016 på 4,12 pct.
Afgiften kan trækkes fra skattegrundlaget som en driftsomkostning.

## Lønsumsafgiftens historiske udvikling
Lønsumsafgiften blev indført i Danmark ved lov d. 1. juli 1990 og berørte i første omgang alene den finansielle sektor. Det skete som led i omlægning af dele af erhvervsbeskatningen. Lønsumsafgiftssatsen for den finansielle sektor var i 1990 på 2 pct., og afgiftsgrundlaget var virksomhedens samlede lønsum med tillæg af 90%. Udover lønsumsafgiftsloven var den finansielle sektor også omfattet af arbejdsmarkedsbidragsloven. Arbejdsmarkedsbidraget (ambi) udgjorde på daværende tidspunkt 2,5 pct. af den samlede lønsum med tillæg af 90 pct.
1. januar 1992 blev lønsumsafgiften udvidet til også at omfatte andre typer af virksomheder og organisationer, som tidligere havde betalt arbejdsmarkedsbidrag (ambi). EF-domstolen kendte i 1992 den danske opkrævning af arbejdsmarkedsbidrag for ulovlig.

## Eksempel på afgiftssatsens historiske udvikling
For den finansielle sektor har lønsumsafgiftssatsen ændret sig næsten årligt og med varierende beregningsform:
| Fra      | Til        | Sats       | Grundlag                          | Lovgrundlag | Kommentar                             |
| -------- | ---------- | ---------- | --------------------------------- | --- | ------------------------------------- |
| 1.1.1990 | xx.xx.xxxx | 2,00 pct.  | Samlet lønsum + 90 pct. af lønsum | Lov nr. 830 af 19.12.1989 | Enkelt beregning med udvidet grundlag |
| 1.1.1997 | 31.12.1997 | 4,66 pct.  | Samlet lønsum                     | Lov nr. 423 af 14.06.1995 | Todelt beregning                      |
|          |            | 4,50 pct.  | 90 pct. af lønsum                 | |                                       |
| 1.1.1998 | 31.12.1998 | 4,82 pct.  | Samlet lønsum                     | Lov nr. 423 af 14.06.1995 | Todelt beregning                      |
|          |            | 4,50 pct.  | 90 pct. af lønsum                 | |                                       |
| 1.1.1999 | 31.12.1999 | 4,87 pct.  | Samlet lønsum                     | Lov nr. 423 af 14.06.1995 | Todelt beregning                      |
|          |            | 4,50 pct.  | 90 pct. af lønsum                 | |                                       |
| 1.1.2000 | 31.12.2008 | 5,08 pct.  | Samlet lønsum                     | Lov nr. 423 af 14.06.1995 | Todelt beregning                      |
|          |            | 4,50 pct.  | 90 pct. af lønsum                 | |                                       |
| 1.1.2009 |            | 10,50 pct. | Samlet lønsum                     | Lov nr. 520 af 12.06.2009 (ændring pr. 1.1.2013) Lov nr. 1361 af 08.12.2010 (fremrykning af ændring til 1.1.2009 med tilbagevirkende kraft) | Enkelt beregning                      |
| 1.1.2014 | 31.12.2014 | 11,40 pct. | Samlet lønsum                     | Lov nr. 792 af 28.06.2013 | Enkelt beregning                      |
| 1.1.2015 | 31.12.2015 | 12,20 pct. | Samlet lønsum                     | Lov nr. 792 af 28.06.2013 | Enkelt beregning                      |
| 1.1.2016 | 31.12.2016 | 13,60 pct. | Samlet lønsum                     | Lov nr. 792 af 28.06.2013 | Enkelt beregning                      |
| 1.1.2017 | 31.12.2017 | 14,10 pct. | Samlet lønsum                     | Lov nr. 792 af 28.06.2013 | Enkelt beregning                      |
| 1.1.2018 | 31.12.2018 | 14,50 pct. | Samlet lønsum                     | Lov nr. 792 af 28.06.2013 | Enkelt beregning                      |
| 1.1.2019 | 31.12.2019 | 15,00 pct. | Samlet lønsum                     | Lov nr. 792 af 28.06.2013 | Enkelt beregning                      |
| 1.1.2020 | 31.12.2020 | 15,20 pct. | Samlet lønsum                     | Lov nr. 792 af 28.06.2013 | Enkelt beregning                      |
| 1.1.2021 | xx.xx.xxxx | 15,30 pct. | Samlet lønsum                     | Lov nr. 792 af 28.06.2013 | Enkelt beregning                      |